# Cremlino di Kazan'
Il Cremlino di Kazan' (in russo Казанский Кремль?, Kazanskij Kremlʾ; in tataro Казан кирмәне, Qazan kirmäne) è il municipio della cittadella storica del Tatarstan, nella città di Kazan'. Venne eretto su ordine di Ivan il Terribile sopra le rovine del precedente castello dei khan di Kazan'. Venne dichiarato patrimonio dell'umanità nel 2000.

## Storia e Monumenti

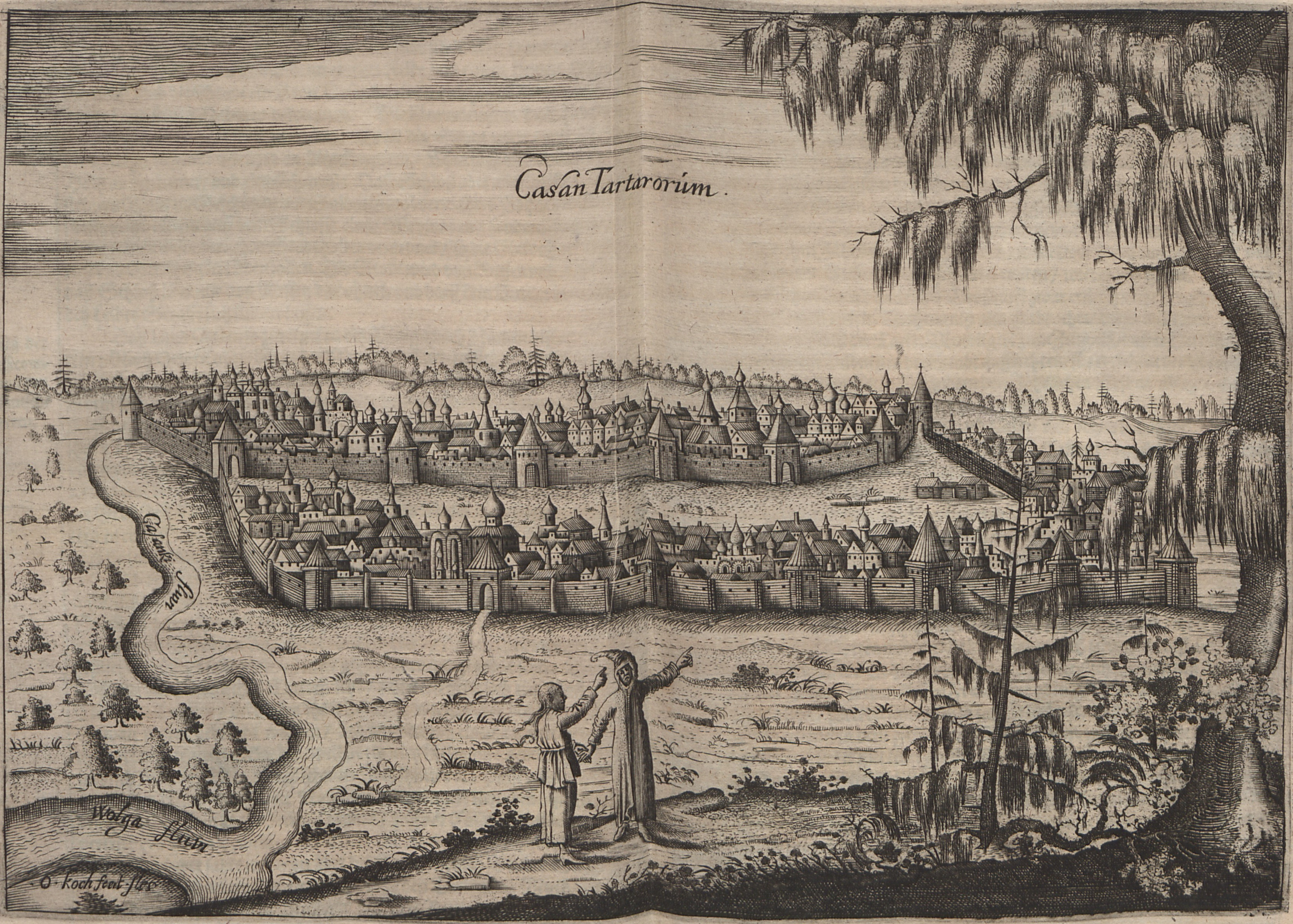
1630

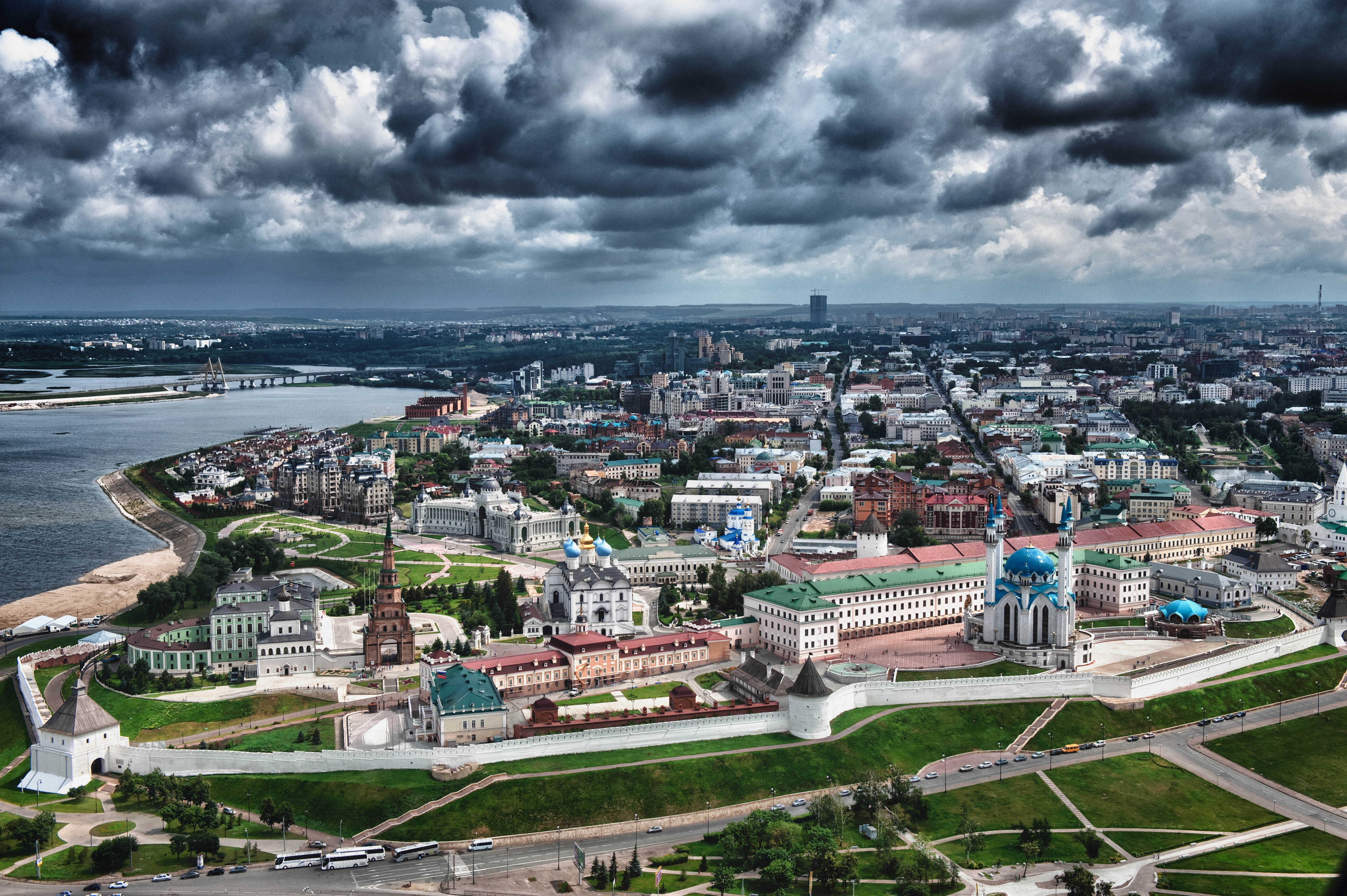

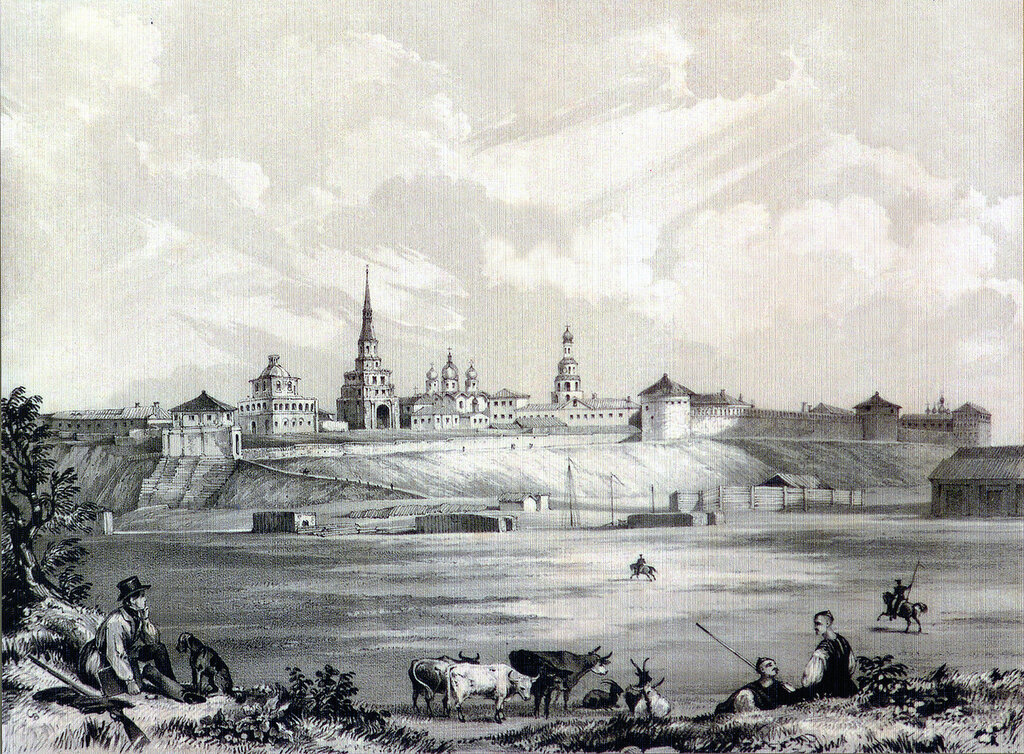
1839

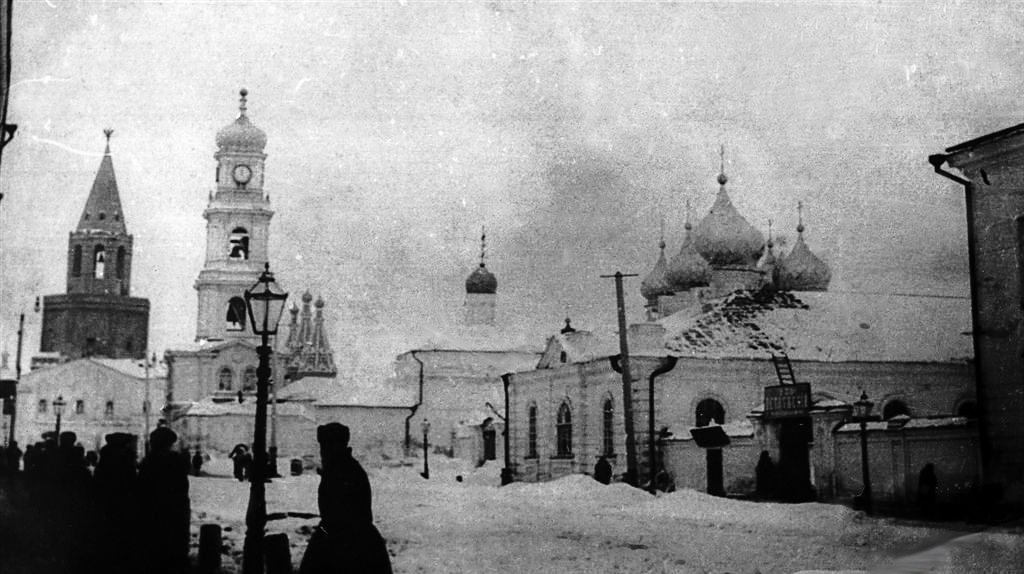
XIX

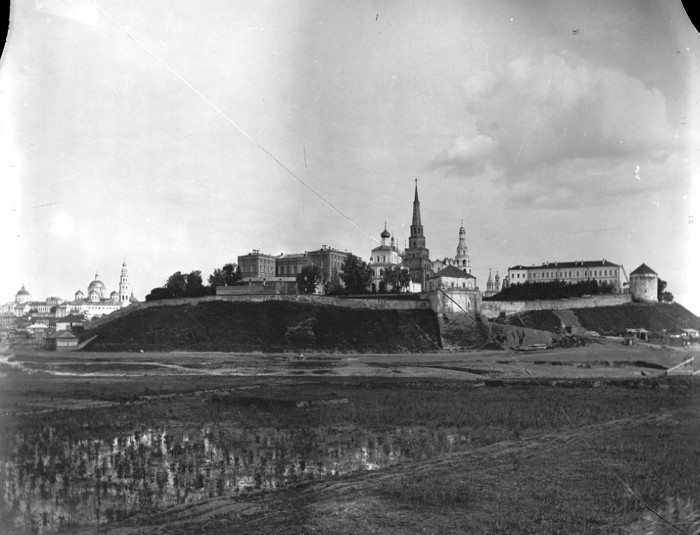
1911

Il Cremlino di Kazan' comprende molti vecchi edifici, il più antico dei quali è la Cattedrale dell'Annunciazione (1554-62), la sola chiesa russa del sedicesimo secolo ad avere sei pilastri e cinque absidi. Come altri edifici di Kazan' dello stesso periodo, è costruito con arenaria locale invece che con mattoni. Si dice che l'architetto sia stato il semi-leggendario Postnik Jakovlev, ma sono notizie puramente speculative. Il campanile venne eretto su cinque piani secondo gli ordini di Ivan il Terribile, e venne studiato per somigliare al campanile di Ivan il Grande a Mosca, ma venne abbattuto dai sovietici nel 1930.
Il simbolo del Cremlino di Kazan' è la torre pendente Sjujumbike, di epoca precedente, probabilmente risalente al regno di Pietro il Grande. Una famosa leggenda collega la torre all'ultima regina di Kazan'. Altro segno caratteristico è la torre Spasskaja che si collega alla parte meridionale del Cremlino e funge da entrata principale.
La torre Spasskaja prende il nome dal Monastero di Spasskij, situato nei pressi. Tra i vari edifici del monastero si trovavano la Chiesa di San Nicola (1560, quattro piani) e la Cattedrale della Trasfigurazione del Salvatore (1590, sei piani). Entrambi gli edifici vennero distrutti dal governo durante lo stalinismo.

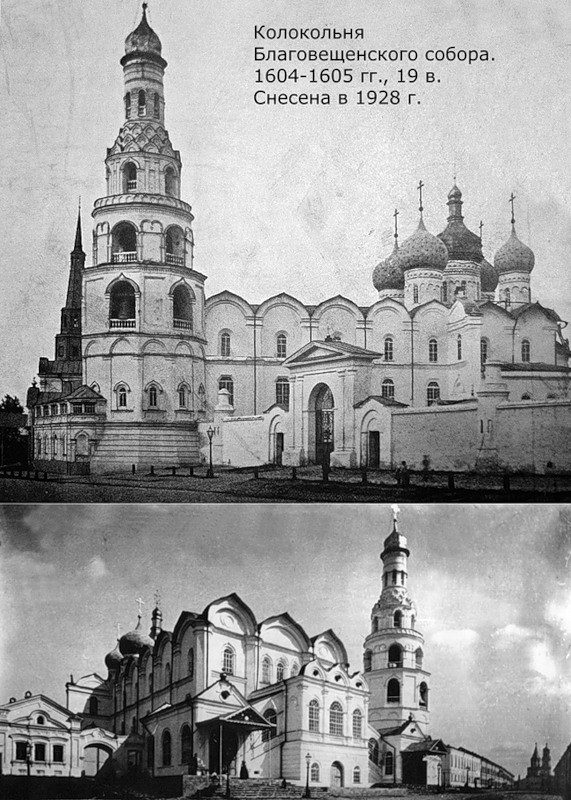
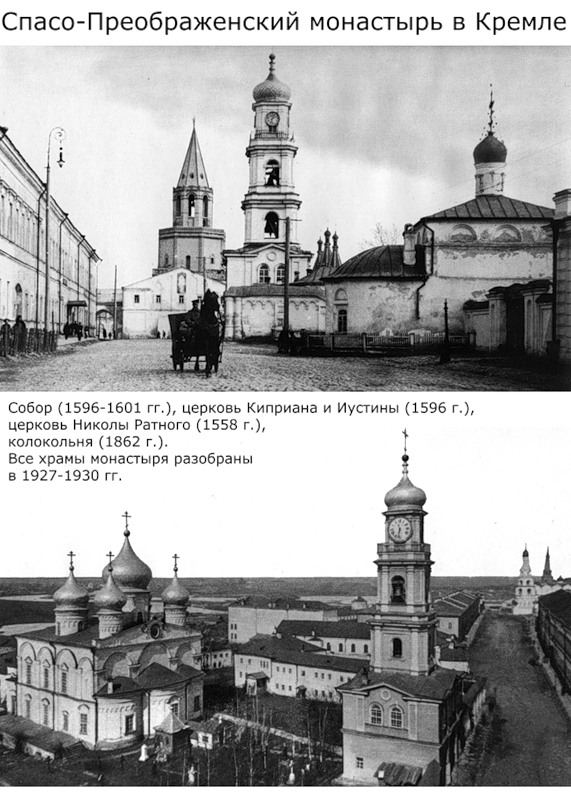
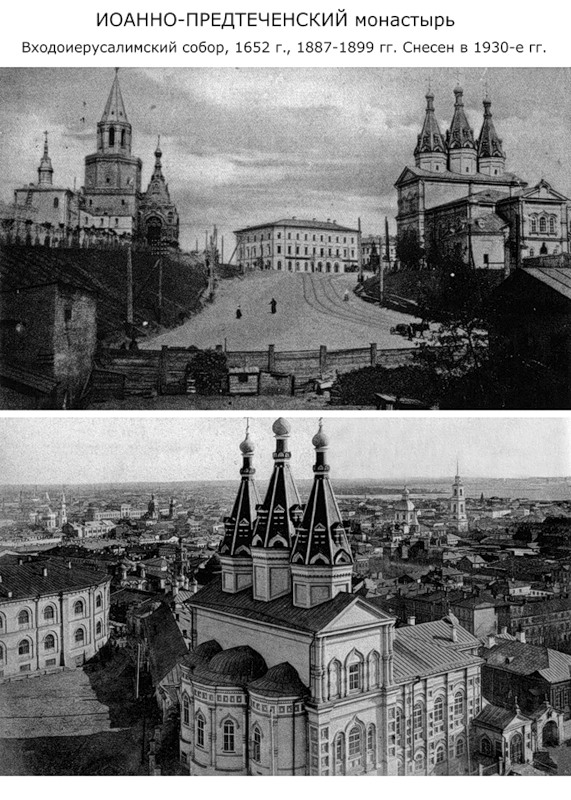

Altrettanto importanti sono le torri bianche e le mura, erette nel sedicesimo e diciassettesimo secolo ed in seguito rinnovate; la moschea di Qol-Şärif, progettata da Konstantin Thon, è attualmente il Palazzo del presidente di Tatarstan. Si crede che il palazzo sia stato costruito sulle fondazioni dell'ex palazzo dei khan. Tra il palazzo presidenziale e la torre Söembikä si trova il palazzo della chiesa costruita sulle fondazioni di una chiesa medievale.
Le mura settentrionali del Cremlino contengono un'altra torre con portone, la Torre Segreta, che prende il nome del fatto di essere stata usata per fungere da fonte d'acqua segreta. Questa torre permette di accedere a piedi al Cremlino, ma l'accesso dei veicoli è limitato alle emergenze.

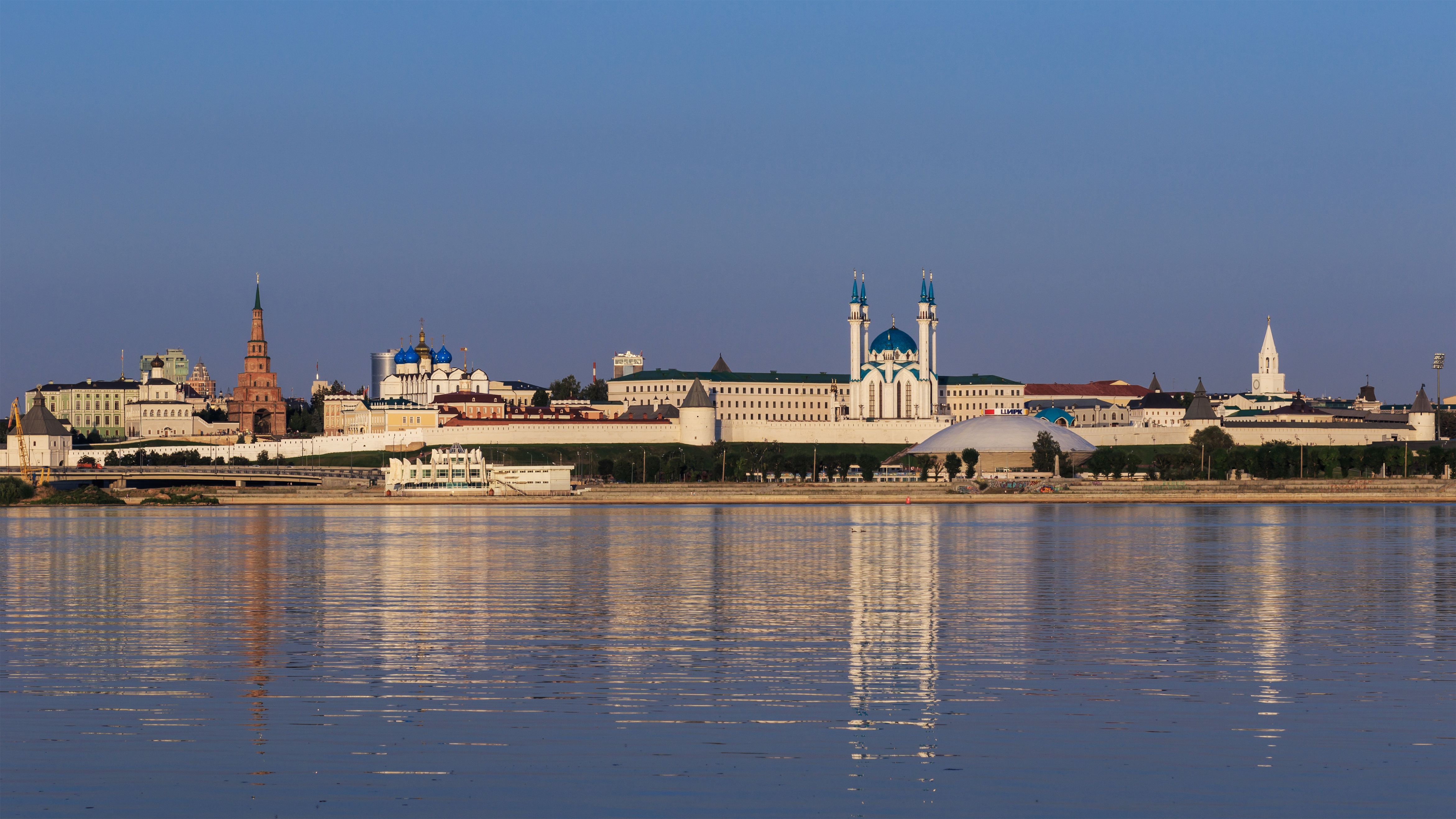
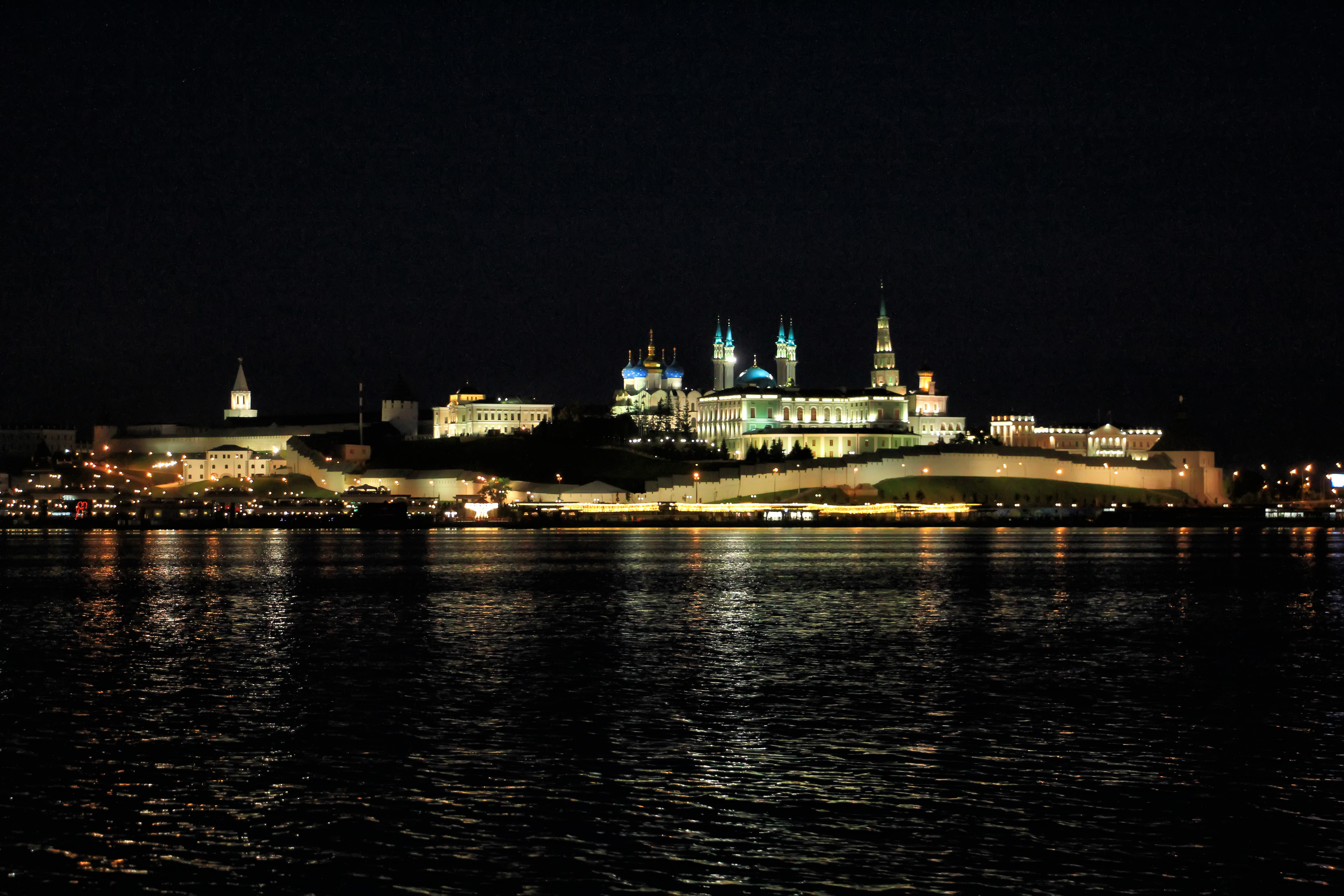

## Ricerca archeologica
Nel secolo XIX, gli storici locali di Kazan, il professor Nikolai Zagoskin e Pavel Ponomarev, docente dell'Università di Kazan, iniziarono le indagini archeologiche. Importanti scavi archeologici sono stati effettuati negli anni '20 da N. Kalinin e N. Bashkirov. Dal 1971 sono state condotte indagini sistematiche guidate da L. Shavokhin e A. Khalikov per determinare la stratigrafia dei depositi culturali.
Dal 1994 gli scavi archeologici, guidati da A. Khalikov e F. Khuzin, sono stati condotti principalmente a scopo di protezione e preservazione. Le indagini, complesse e su larga scala, hanno reso i risultati della ricerca archeologica una fonte indipendente e obiettiva circa la storia antica di Kazan. Le indagini su quasi 200 oggetti, di cui più di 60 al Cremlino, sono state eseguite in un breve periodo di tempo. Gli scavi hanno interessato circa 20.000 metri quadrati.
Ci sono tre fasi principali nella storia dello sviluppo del Cremlino di Kazan: città pre-mongola e dell'Orda d'Oro (XI - metà del XV sec.); fortezza del periodo del Khanato di Kazan (metà del XV - metà del XVI sec.) e periodo di appartenenza allo Stato russo (dalla seconda metà del XVI sec.).
Le origini della pianta moderna del Cremlino risalgono all'epoca pre-mongola. La disposizione delle strade, delle mura e persino di interi complessi del Cremlino moderno è del tutto paragonabile a quella dell'epoca bulgaro-tatara. Permette di considerare il Cremlino come un complesso storico e architettonico, che è inserito armoniosamente nella sua millenaria cultura bulgaro-tatara e nella secolare tradizione urbanistica russa.

## Eventi recenti
L'apertura della Moschea Qol-Şärif, considerata la più grande d'Europa, ebbe luogo a Kazan' il 24 giugno 2005. Circa 17.000 parteciparono all'inaugurazione. Delegati da quaranta stati arrivarono per partecipare. L'intero edificio venne costruito nel luogo che la principale moschea del Khanato di Kazan' occupò fino al diciassettesimo secolo. Riguardo alla cerimonia il presidente tataro Mintimer Shaeymiev disse: "la moschea di Qol-Şärif è il nuovo simbolo di Kazan' e del Tatarstan... un ponte che collega... il nostro passato ed il nostro futuro."
Il decreto che permise la costruzione della moschea di Qol-Şärif (1995) ordinò anche la restaurazione della Cattedrale dell'Annunciazione all'interno del Cremlino di Kazan' che è stata recuperata dai cristiani ortodossi dopo la rivoluzione d'ottobre. Il 21 luglio 2005, il giorno in cui si festeggia la Madonna di Kazan', alla presenza di 10.000 pellegrini, il patriarca Alessio II e Mintimer Shaimiev posarono presso la neo-restaurata Cattedrale dell'Annunciazione la sacra copia dell'icona perduta, restituita alla Russia da Papa Giovanni Paolo II poco prima della morte.
Nel 2005 il primo lotto della Metropolitana di Kazan' incluse anche la stazione di "Kreml" che tuttora esiste nei pressi del Cremlino.

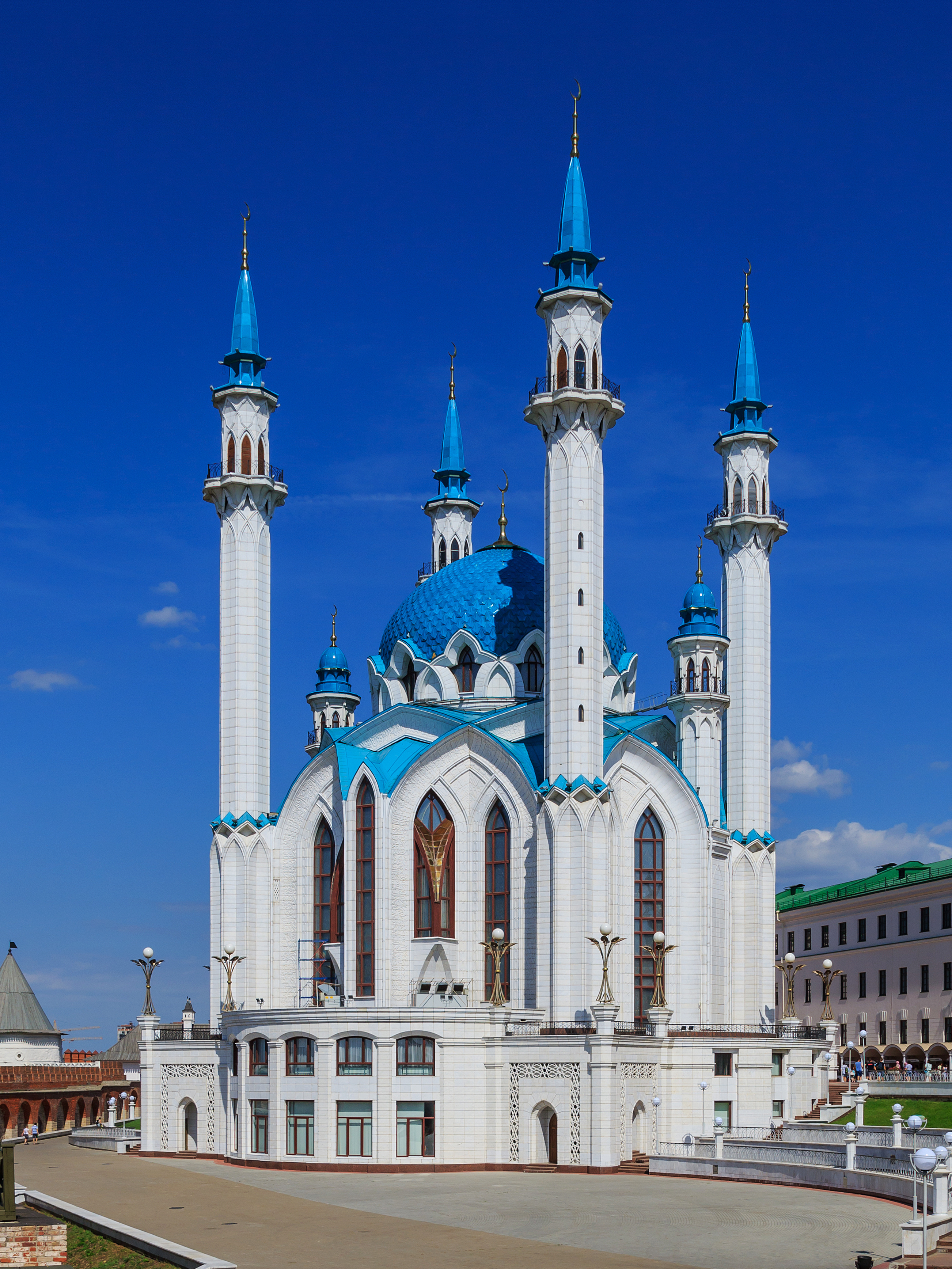
Moschea di Qol-Şärif
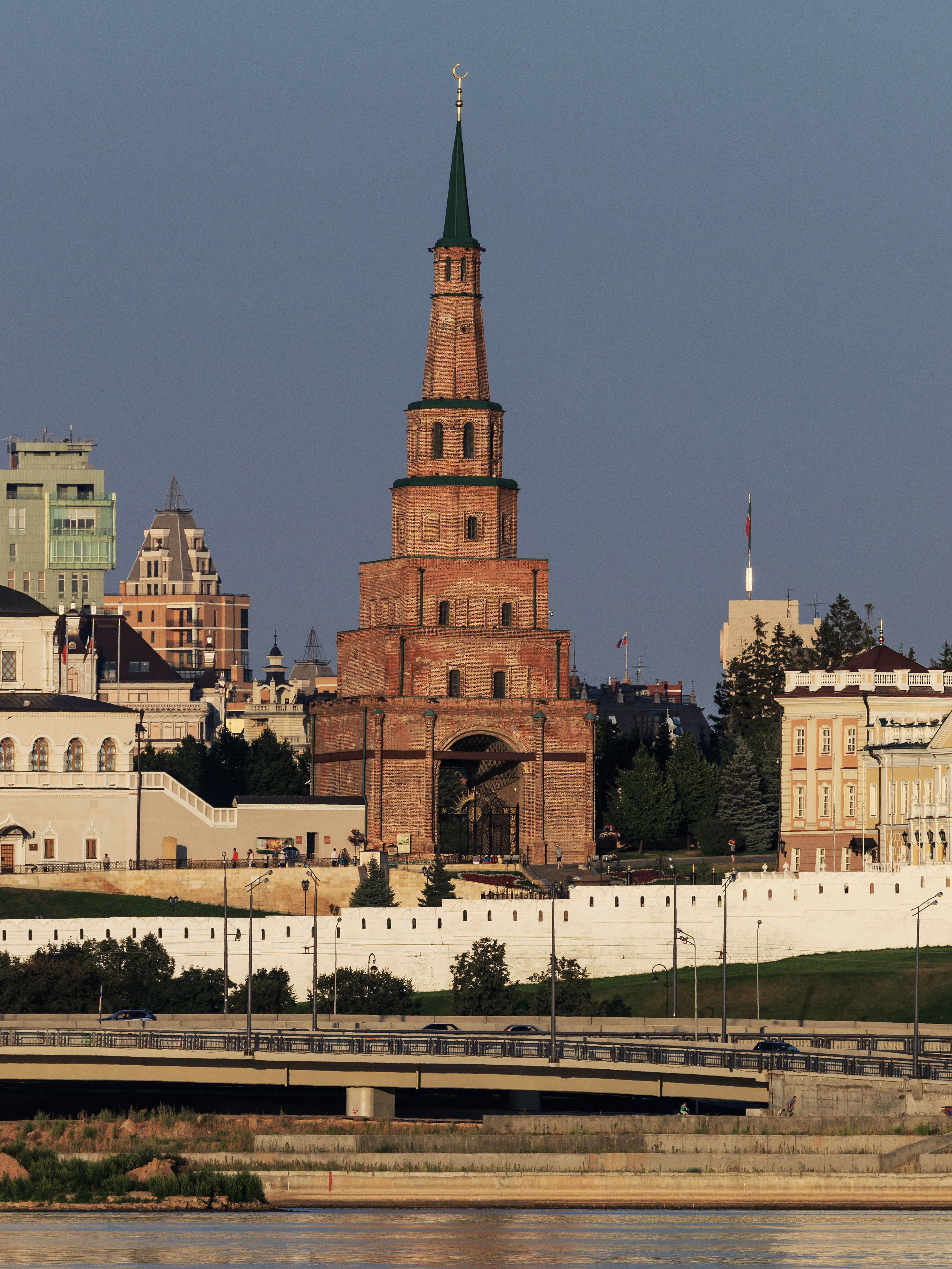
Torre Sjujumbike
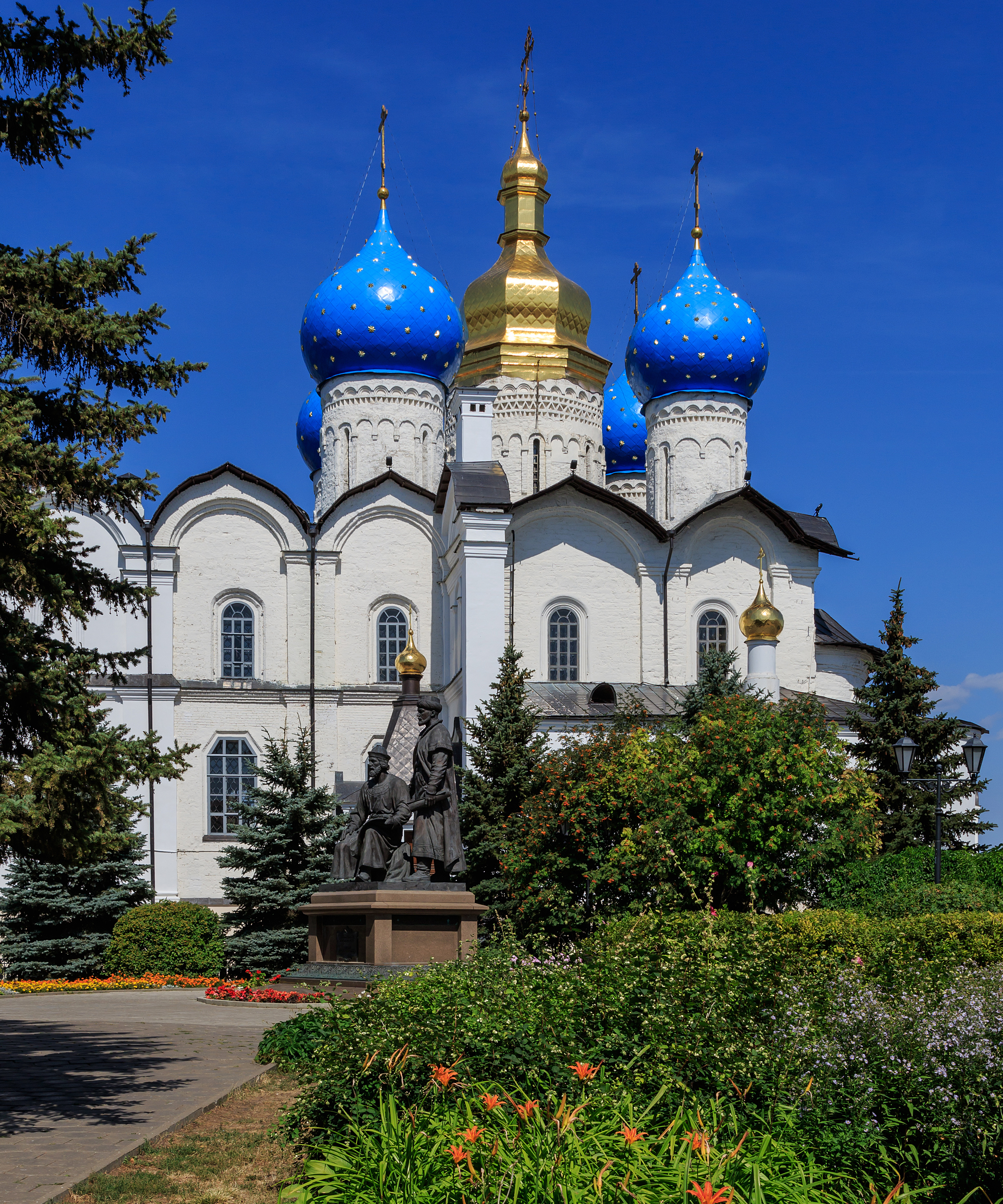
Cattedrale dell'Annunciazione
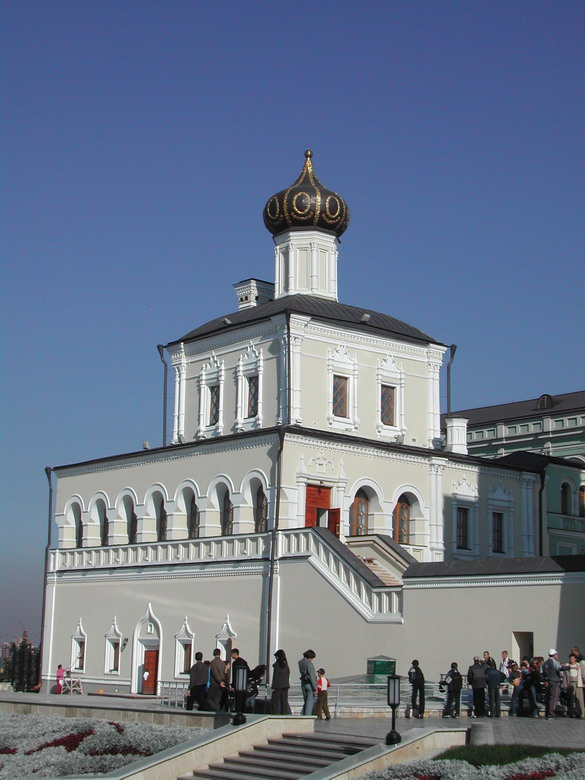
Cappella

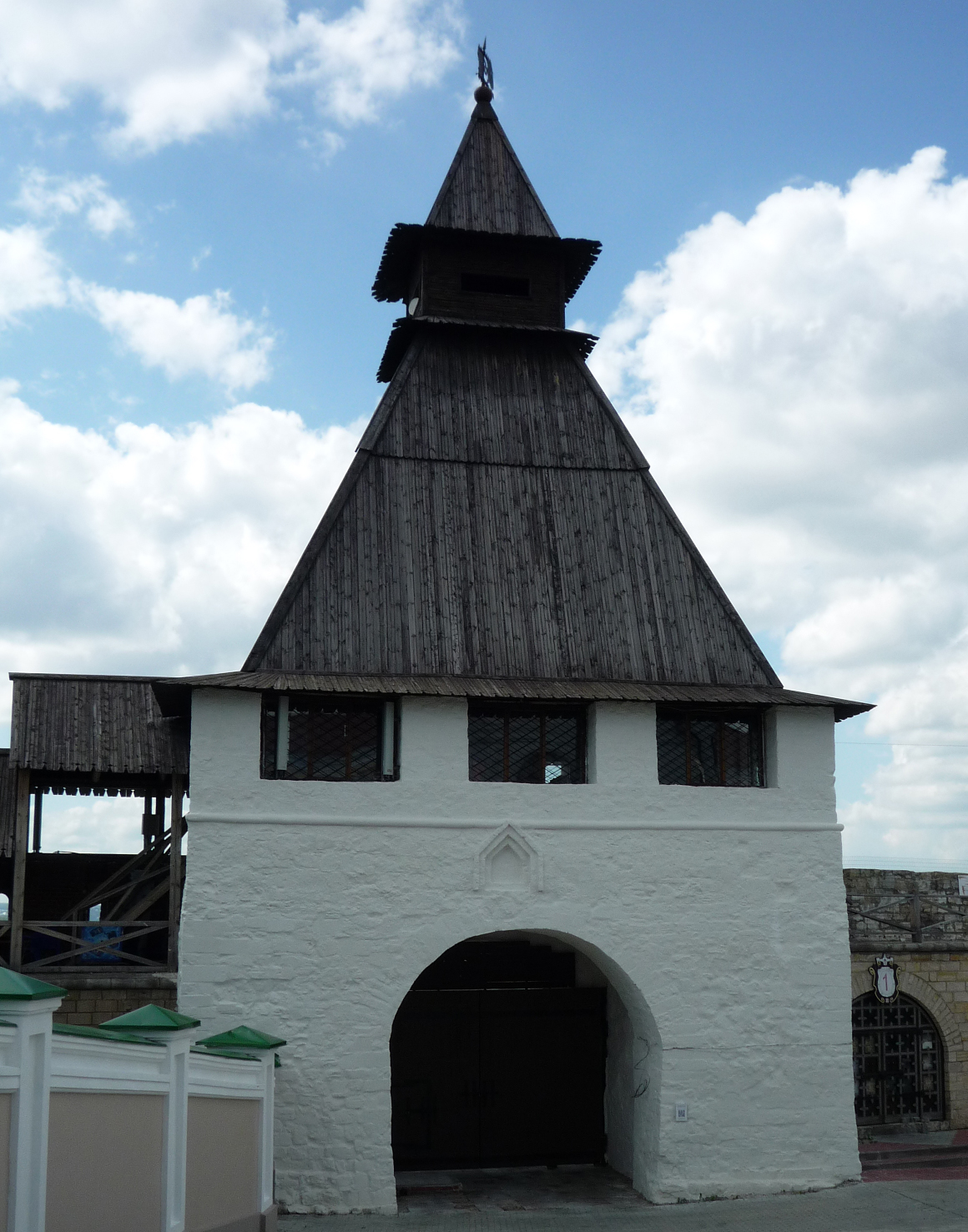
Torre della Trasfigurazione
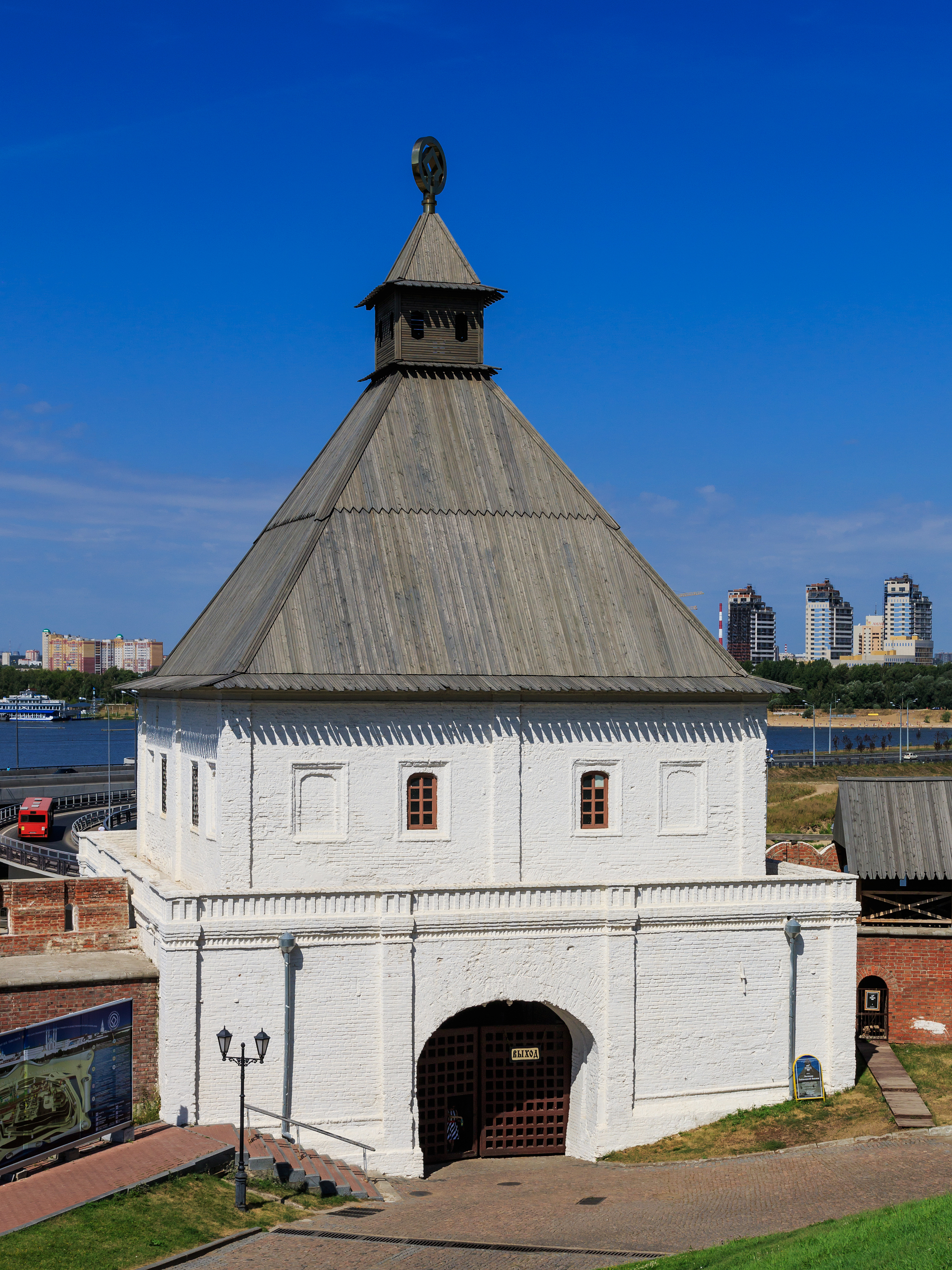
Torre Taynitskaya
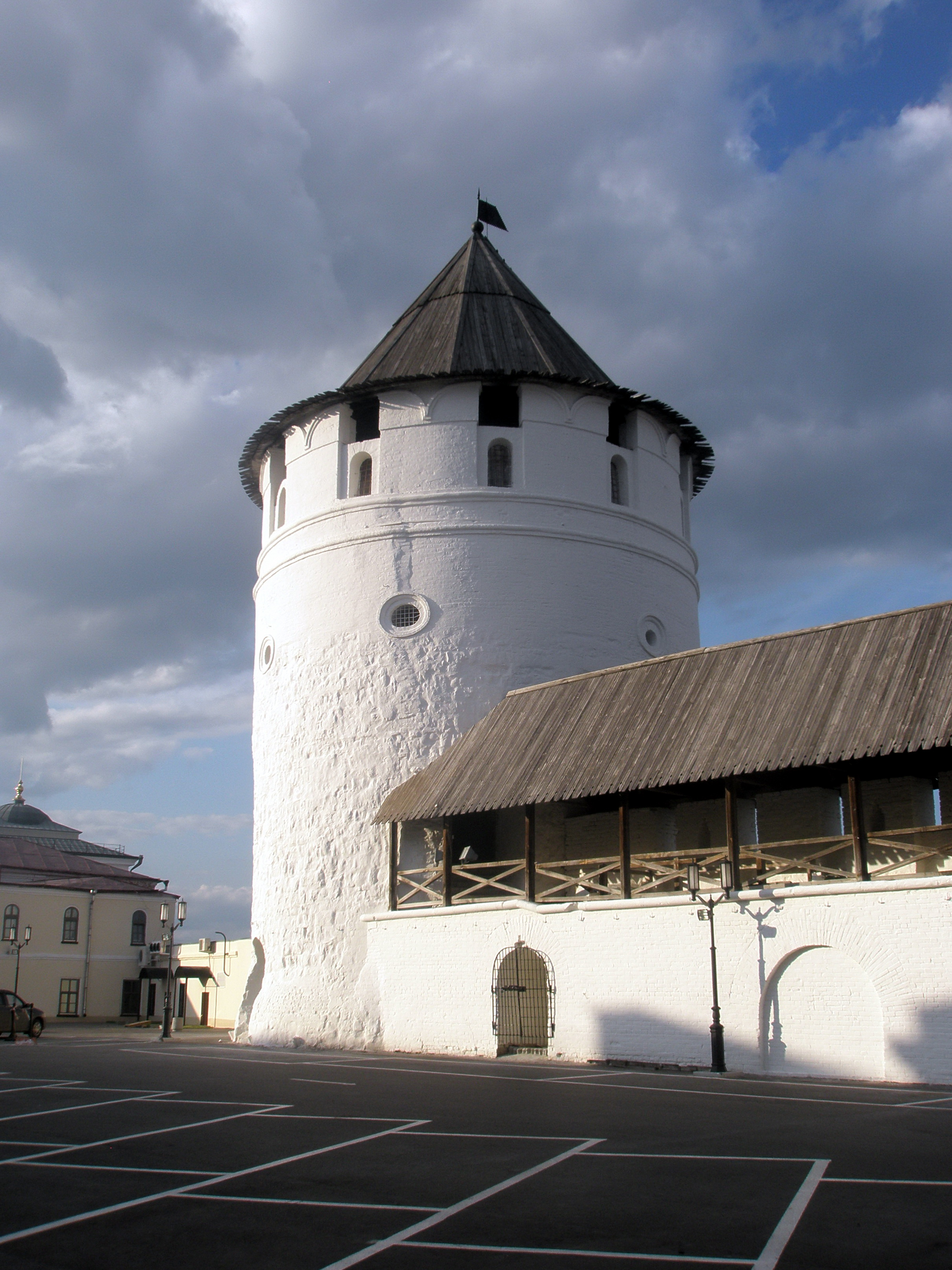
Torre del Concistoro
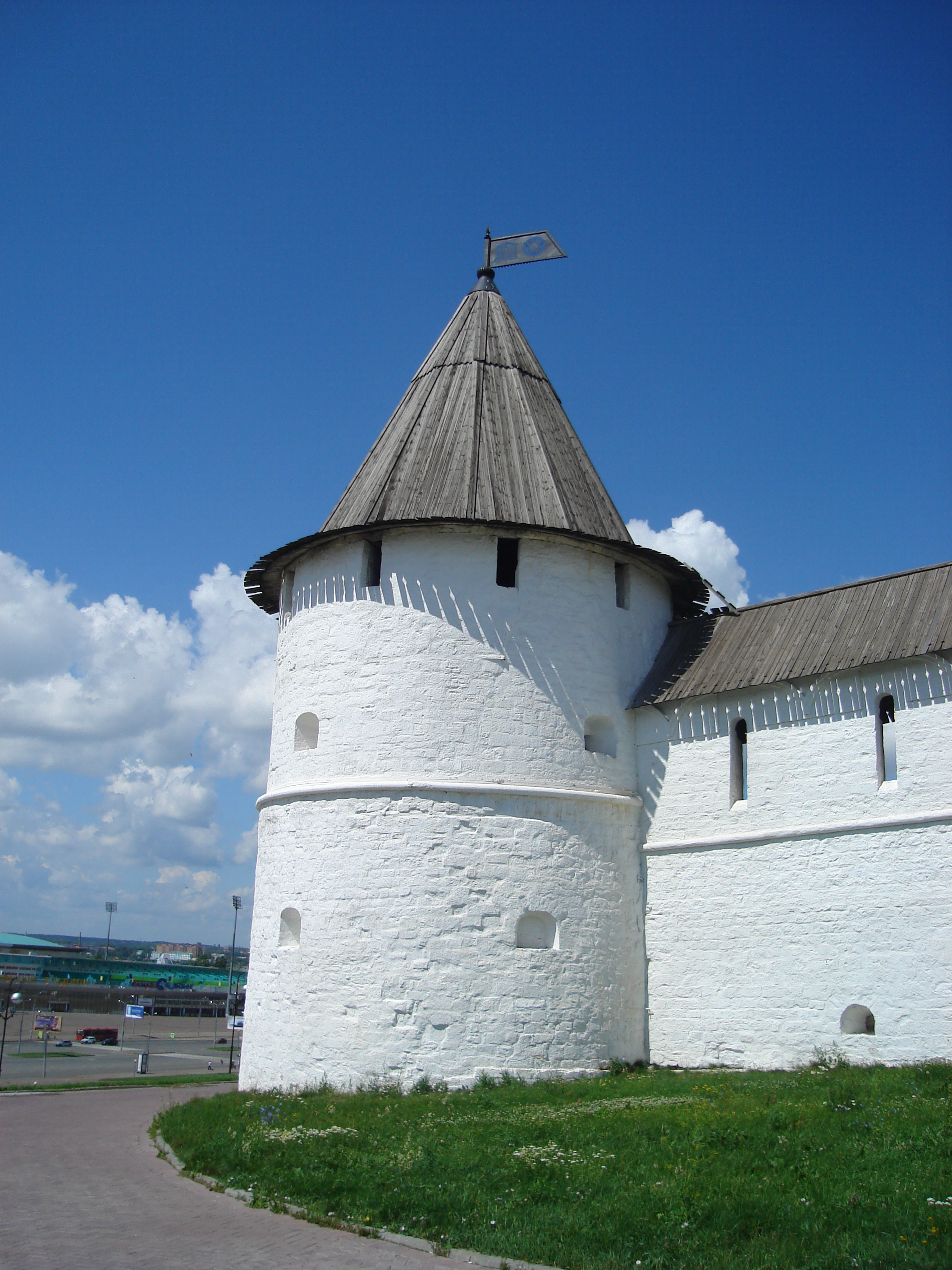
Torre sudoccidentale
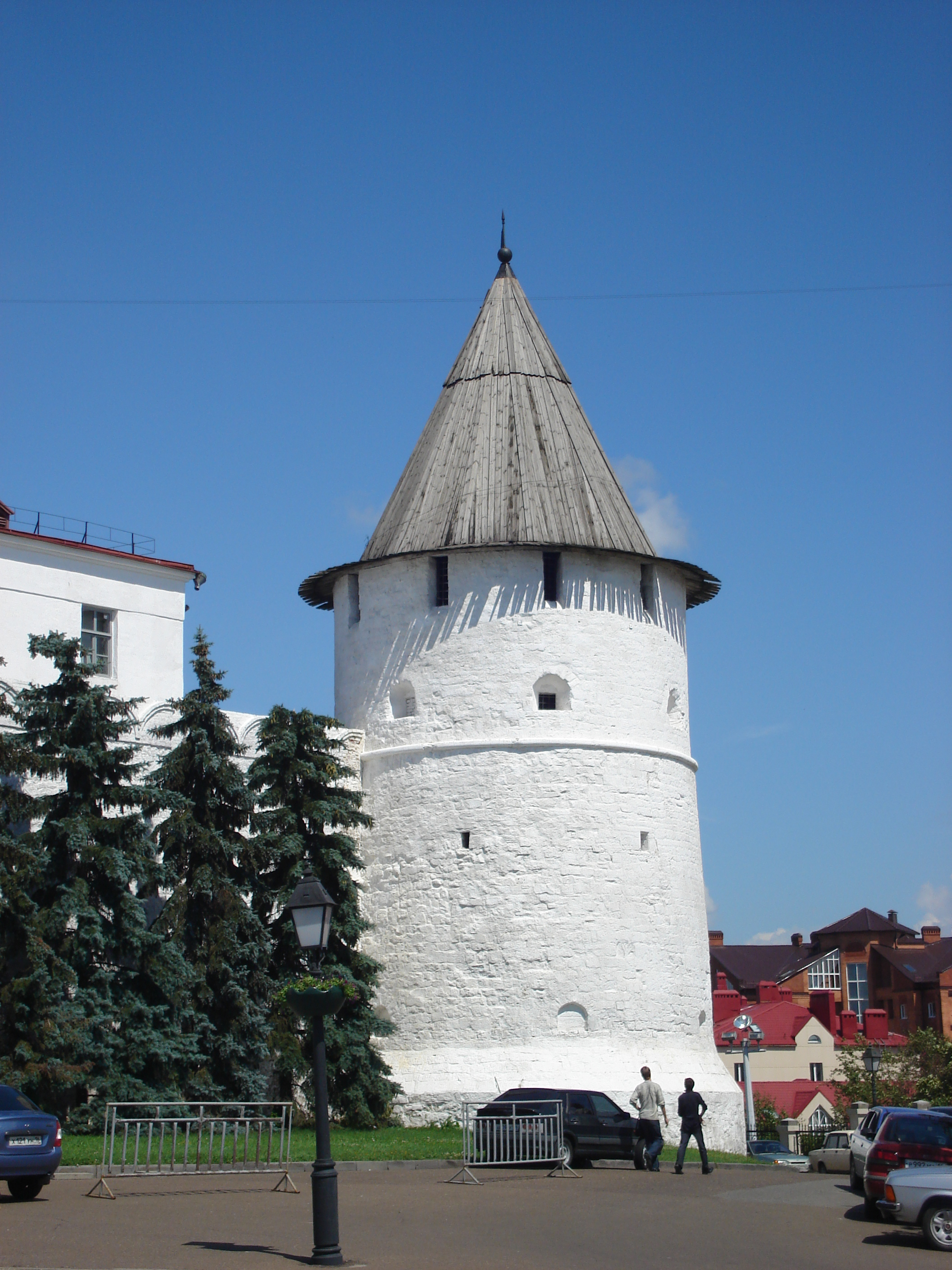
Torre sudorientale

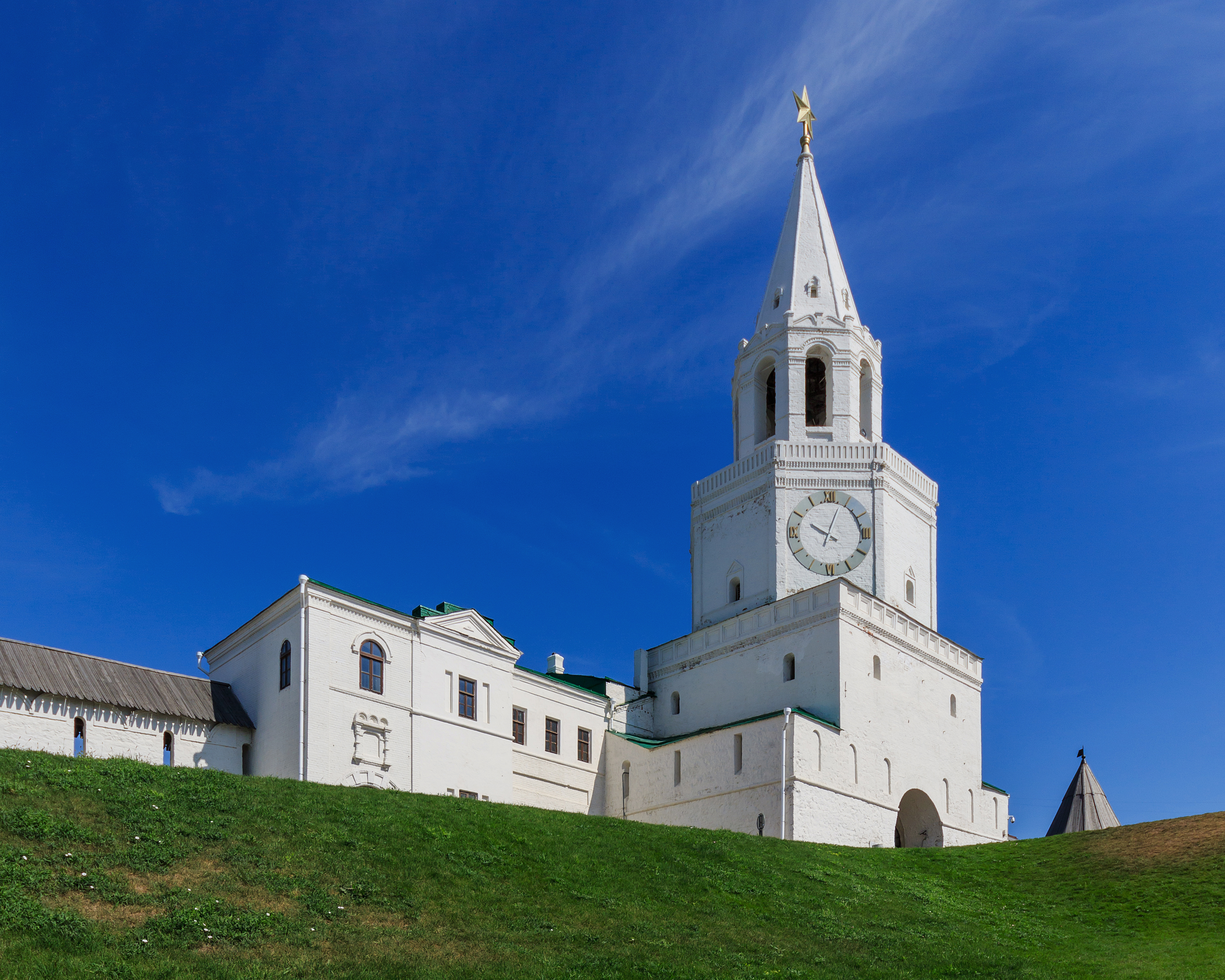
Torre Spasskaya
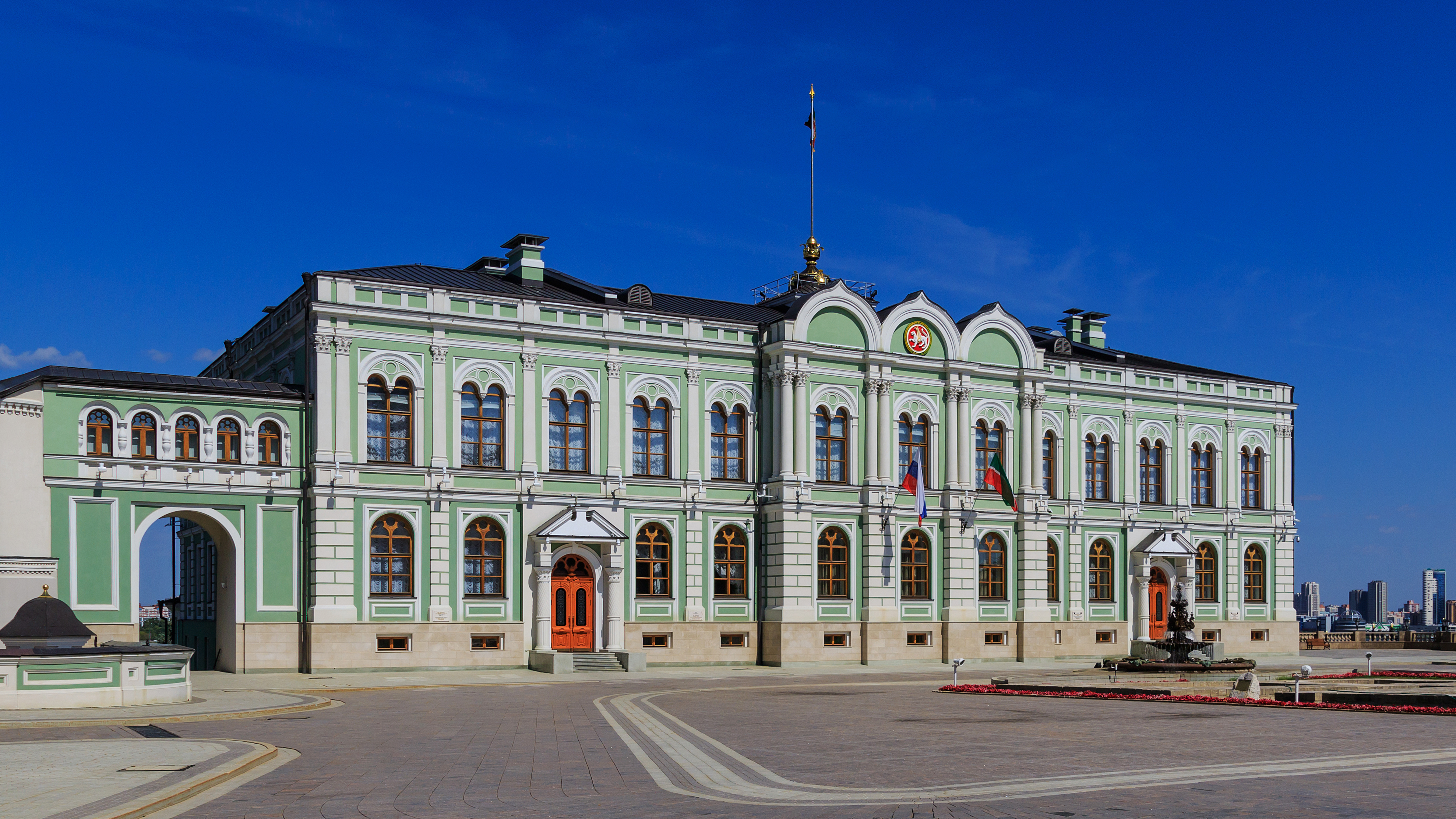
Palazzo del Presidente
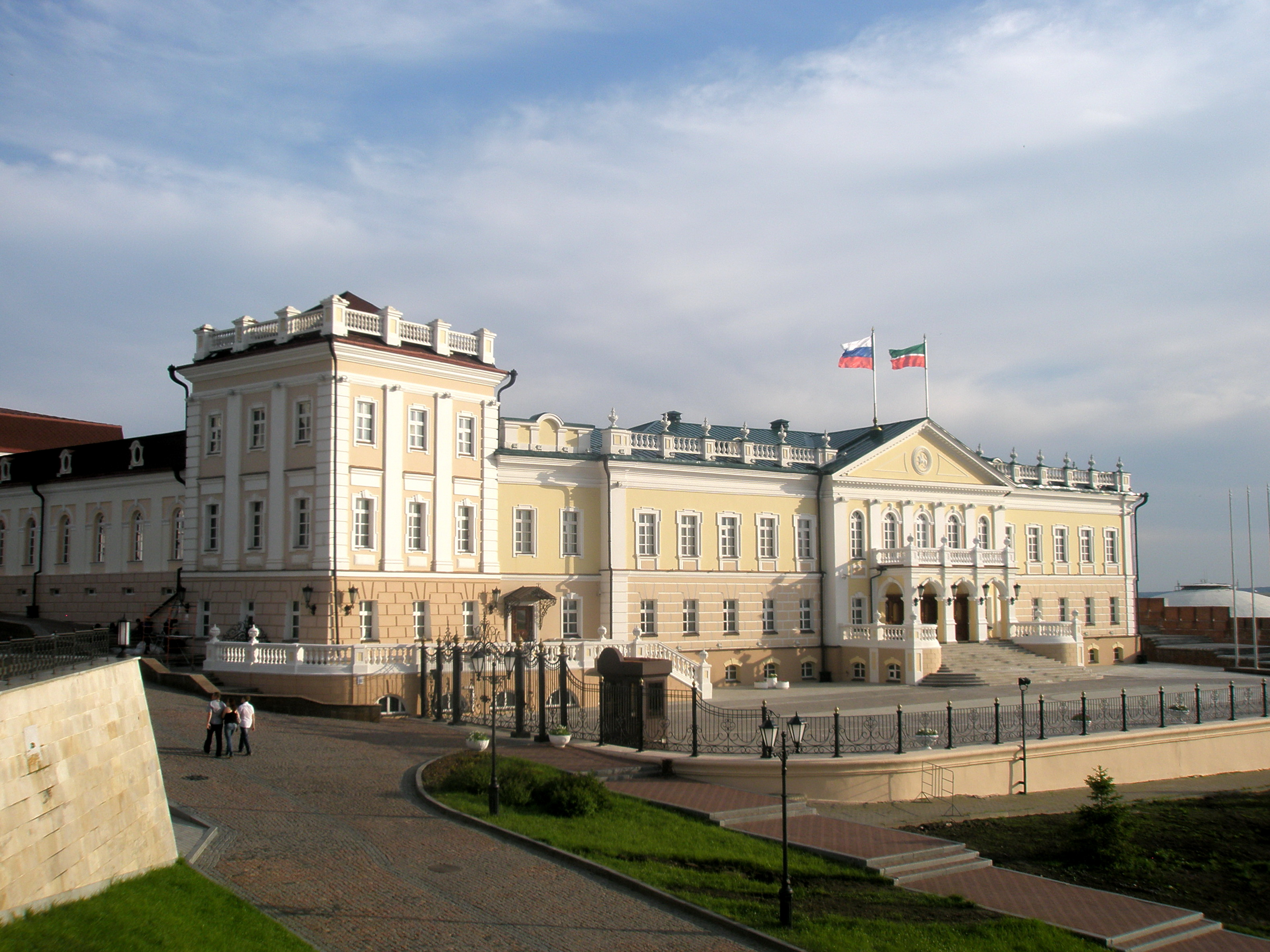
Palazzo del Concistoro
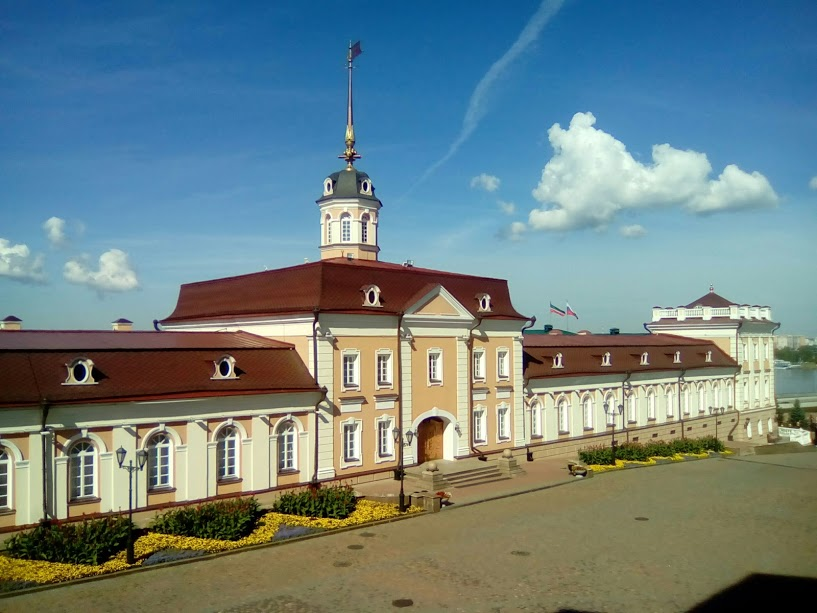
Piazza d'armi
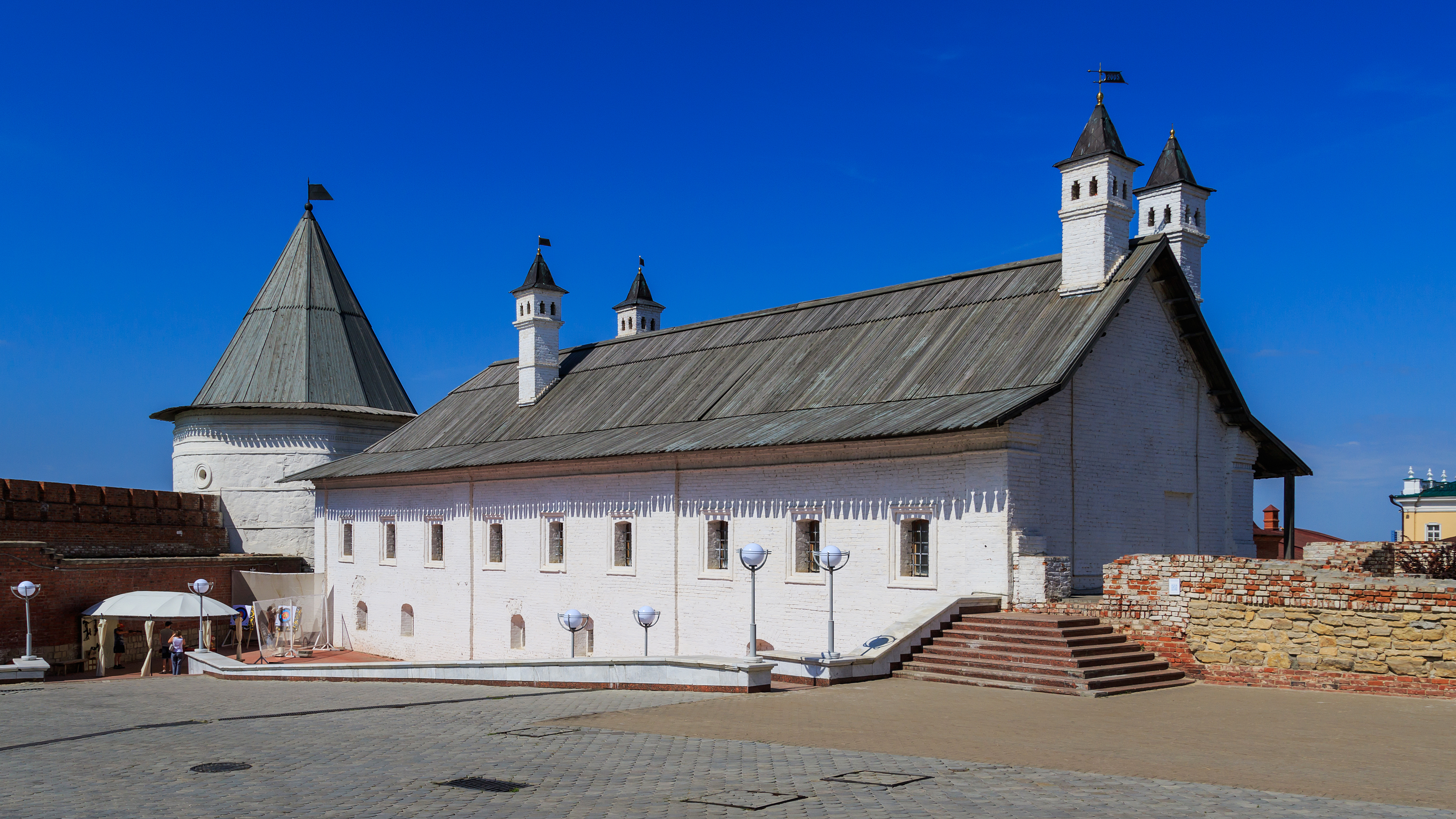
Piazza d'armi
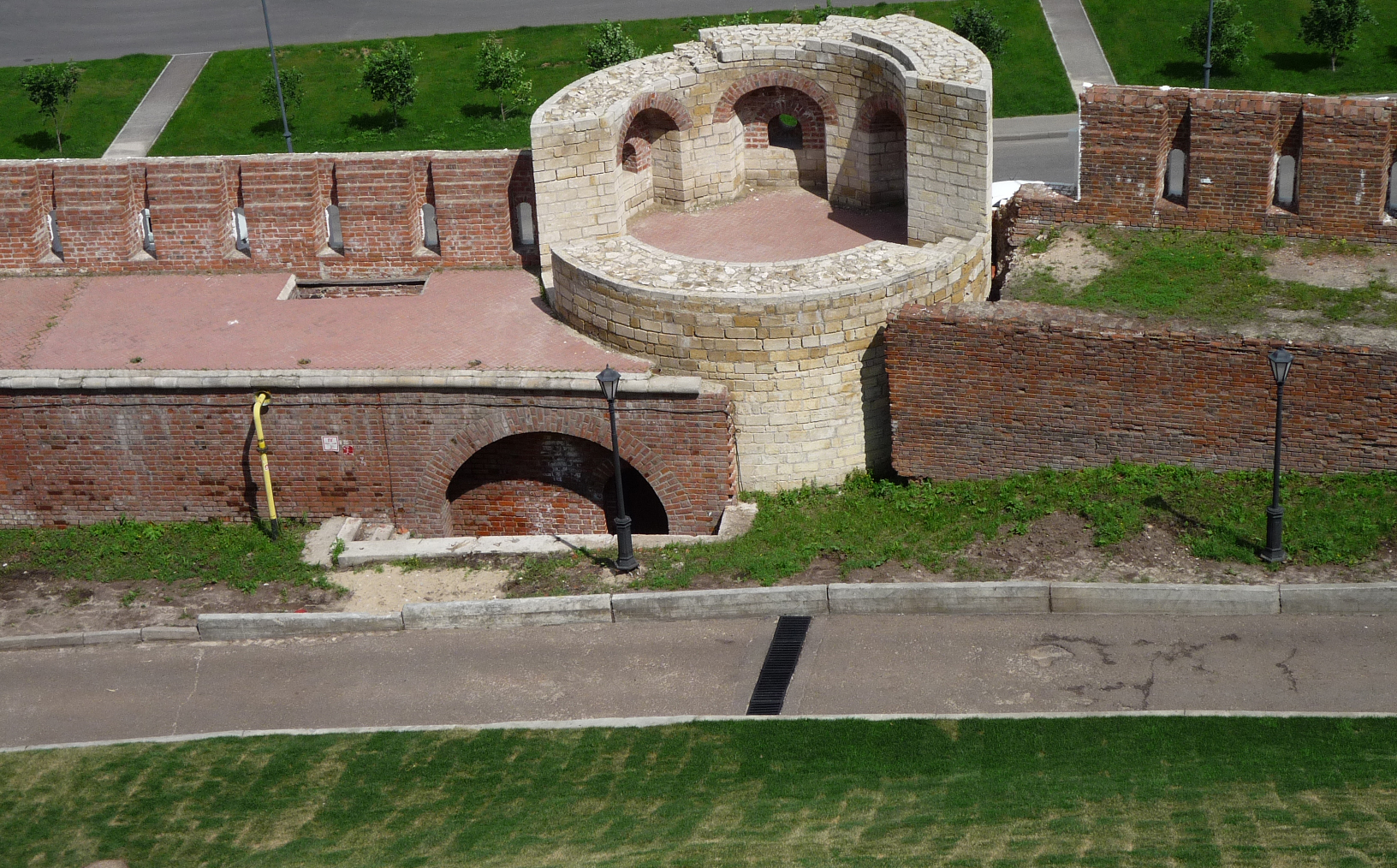
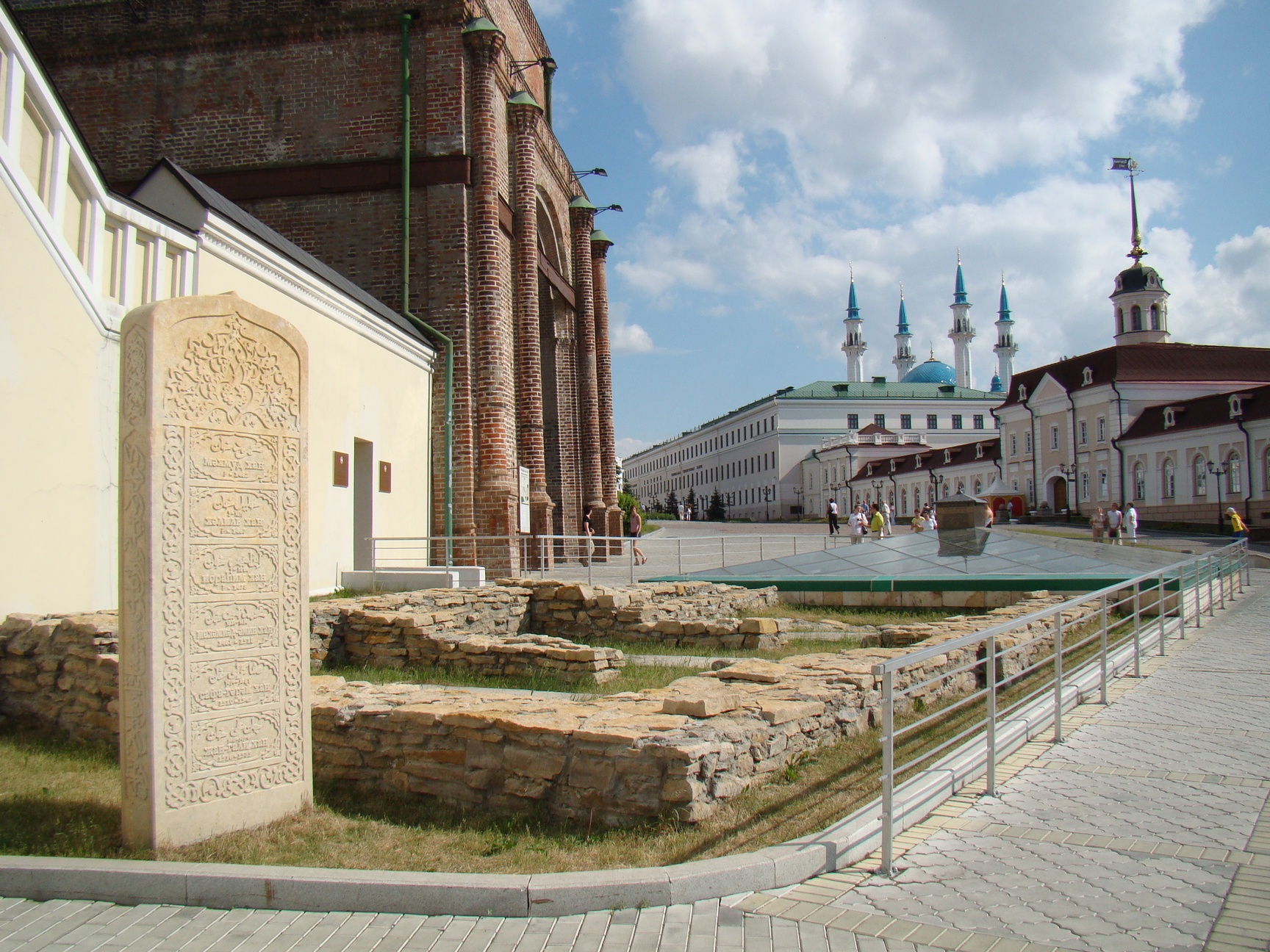
Rovine del Khanato